# 今村宗嘉
今村宗嘉（いまむら むねよし）
出自 : 筑後国（現在の福岡県南部）の今村氏の出身です。彼は、大友氏の家臣である高橋紹運の家臣として知られています。
今村宗嘉（いまむら むねよし）生涯と功績
今村宗嘉（いまむら むねよし）は、戦国時代から安土桃山時代にかけての武将で、大友氏の武将・高橋紹運の家臣です。
彼は、高橋紹運の重臣である「高橋六宿老（たかはしろくしゅくろう）」の一人に数えられ、忠義に厚い武士として知られています。
- 高橋紹運への仕官 : 今村宗嘉は、筑後国の今村氏（高橋紹運の家臣として仕えた系統）の出身で、高橋紹運の知遇を得て、その主要な家臣となりました。
- 岩屋城の戦いでの奮戦：天正14年（1586年）、九州統一を目指す島津氏の大軍が筑前国へ侵攻した際、高橋紹運は、わずか763名 の兵で岩屋城に籠城し、玉砕覚悟の徹底抗戦を繰り広げました。 今村宗嘉は、この岩屋城の戦いで、高橋紹運と共に最後まで戦い抜きました。彼は、敵の大軍を相手に奮戦し、城が陥落するまで決して退くことはありませんでした。
- 壮絶な最期 : 今村宗嘉は、高橋紹運や他の家臣たちと共に岩屋城で壮絶な討ち死にを遂げました。この岩屋城での玉砕戦は、島津氏の進軍を遅らせ、豊臣秀吉の九州平定軍が到着する時間稼ぎとなり、その後の歴史の流れを大きく変えることになります。

### その後の今村氏
今村宗嘉の子である今村基秀（いまむら もとひで）は、岩屋城の戦いには参戦せず、高橋紹運の跡を継いだ高橋統増（後の立花直次）に仕えました。その後、基秀の子である今村重長（しげなが）は、立花宗茂が柳川藩を治める際に召し抱えられ、柳川藩士としてその家系を存続させました。
今村宗嘉は、主君に対する揺るぎない忠誠心と、武士としての誇りを貫いた